# Hit Parade (programma radiofonico)
Hit Parade è stata una trasmissione radiofonica condotta da Lelio Luttazzi e andata in onda sul Secondo Programma della Rai a partire dal 6 gennaio 1967; fino al 1972 venne trasmessa il venerdì alle ore 13, mentre la domenica alle ore 12:15 in Vetrina di Hit-Parade venivano replicate e fatte riascoltare le canzoni che occupavano le prime quattro posizioni.
La trasmissione era trasmessa dagli studi di Via Asiago e consisteva nella trasmissione degli otto 45 giri più venduti della settimana secondo le rilevazioni della Doxa nei negozi di quaranta città.
Luttazzi condusse tutte le puntate della trasmissione fino all'ultima il 31 dicembre 1976, tranne alcune puntate da giugno 1970 a febbraio 1971 durante il suo arresto (dovuto a un errore giudiziario), in cui fu condotta dapprima da Renzo Arbore e poi dall'ex cantante Giancarlo Guardabassi. 
Nell'annunciare i brani in classifica, Luttazzi aveva inventato il termine di "canzone regina" per quella al primo posto e "damigella d'onore" per quella al secondo. 